# Carmenza Cossio
Carmenza Cossio (Medellín, Antioquia, Colombia; 17 de febrero de 1964) , es una actriz de teatro, cine y televisión colombiana. Es reconocida por destacar varias producciones teatrales y televisivas nacionales. Es madre de la también actriz Mónica Lopera.

## Filmografía

### Televisión
| Año(s)    | Título                                   | Personaje                    | Canal              |
| --------- | ---------------------------------------- | ---------------------------- | ------------------ |
| 2025      | Manes                                    | Clara                        | Prime Video        |
| 2024      | Arelys Henao, aún queda mucho por cantar | Leda Hurtado                 | Caracol Television |
| 2023-2024 | La Influencer                            | Directora Diana Ávila        | Netflix            |
| 2022      | Arelys Henao, canto para no llorar       | Leda Hurtado                 | Caracol Television |
| 2021      | Los bizcochos de Rubiela                 | Rubiela                      | Señal Colombia     |
| 2021      | El adversario                            | Cristina Landazuri           | Canal Capital      |
| 2021      | Lala's Spa                               | Victoria                     | Canal RCN          |
| 2020      | Operación pacífico                       | Dra. Ibáñez                  | Telemundo          |
| 2018-2019 | Loquito por ti                           | Julia Rendón                 | Caracol Television |
| 2018-2021 | La reina del flow                        | Carmenza de Montoya          | Caracol Television |
| 2018      | Débora, la mujer que desnudó a Colombia  | Señora Herrera               | Teleantioquia      |
| 2017      | La nocturna                              | Patricia de Arango           | Caracol Television |
| 2016-2017 | La ley del corazón                       | Helena Londoño               | Canal RCN          |
| 2016-2017 | Las Vega's                               | Directora guardería canina   | Canal RCN          |
| 2016      | Bloque de búsqueda                       |                              | Canal RCN          |
| 2015      | La tusa                                  |                              | Caracol Television |
| 2015      | La esquina del diablo                    |                              | UniMas             |
| 2015      | Quien mato a Patricia Soler              | Esther                       | Canal RCN          |
| 2013-2014 | Mentiras perfectas                       | Rebeca                       | Caracol Television |
| 2013      | La hipocondríaca                         |                              | Caracol Television |
| 2012      | Historias clasificadas                   | Bárbara Ep: La Niñera        | Canal RCN          |
| 2012      | Escobar, el patrón del mal               | Jueza Magdalena Espinosa     | Caracol Television |
| 2011-2012 | Correo de inocentes                      |                              | Canal RCN          |
| 2011      | La bruja                                 | Juvesa                       | Caracol Television |
| 2011      | El laberinto                             | María Eugenia                | Caracol Television |
| 2010      | Niñas mal                                | Mamá de Kike                 | MTV                |
| 2010      | Rosario Tijeras                          | Margara                      | Canal RCN          |
| 2010      | Amor sincero                             |                              | Canal RCN          |
| 2009-2010 | Amor en custodia                         |                              | Canal RCN          |
| 2009      | Bermúdez                                 | Albita                       | Caracol Television |
| 2008-2009 | Muñoz vale por 2                         | Luz Estela                   | Caracol Television |
| 2008-2009 | Los protegidos                           | Yolanda de Santana           | Canal RCN          |
| 2007      | Mujeres asesinas                         | Lucía                        | Canal RCN          |
| 2005-2006 | Juego limpio                             | Lucy de Patiño               | Canal RCN          |
| 2004-2005 | Las noches de Luciana                    | Betty                        | Canal RCN          |
| 2003-2004 | El auténtico Rodrigo Leal                | Eloisa 'Cuchibarbie' Vaquero | Caracol Television |
| 2001-2003 | Francisco el Matemático                  | Patricia de Arango           | Canal RCN          |

## Cine
| Año  | Título                     | Personaje           | Notas        |
| ---- | -------------------------- | ------------------- | ------------ |
| 2023 | Pepe Cáceres               | Bertha de Gutiérrez |              |
| 2022 | Un rabón con corazón       | Simona              |              |
| 2020 | Loco por vos               | Luz Helena Restrepo |              |
| 2019 | Al son que me toquen bailo | Emma                |              |
| 2018 | Matar a Jesús              | Alicia              |              |
| 2015 | Serenada de medianoche     | Martha              | Cortometraje |
| 2015 | El cartel de la papa       |                     |              |
| 2015 | Antes del fuego            |                     |              |
| 2011 | Virgina                    | Bárbara             | Cortometraje |
| 2009 | El arriero                 | Fabiola             |              |
| 2009 | Love                       |                     | Cortometraje |

## Teatro
- Temporada monólogo “La Cossio Desnuda” (2019)
- Nos hemos olvidado de todo (Brasil) (2019)
- Nos hemos olvidado de todo (Teatro Mayor Julio – Mario Santo Domingo) (2019)
- Diagnóstico de un retrato familiar (El Clan) (2019)
- VI Temporada Morir de Amor Bogotá (2019)
- Nos hemos olvidado de todo – LA MALDITA VANIDAD (2018)
- Trilogía, LA MALDITA VANIDAD – CASA DEL TEATRO NACIONAL (2015)
- Morir de amor – LA MALDITA VANIDAD (2014-2016)
- Matando el Tiempo – LA MALDITA VANIDAD (2014)
- Club del Despecho – CASA ENSAMBLE (2013)
- Los Caballeros las Prefieren Brutas – STAND UP COMEDY (2009-2010)
- Entretelones – TEATRO LIBRE BOGOTÁ (2006)